# Mägo de Oz (álbum)
Mägo de Oz es el primer álbum de estudio de la banda Mägo de Oz.
A diferencia de trabajos posteriores, esta producción tiene arreglos de jazz, blues, country y rock and roll, ritmos que son muy distintos a los actuales y que prevalecieron en un par de canciones de Jesús de Chamberí.
El disco inicialmente no tuvo mucho éxito (no más 150 copias vendidas en el primer año) esto ocasionó la salida de Chema y Juanma en los siguientes meses.
La gira en torno a este disco se llamó T'Esnucaré Contra'l Bidé Tour; (Cabe destacar que en medio de esta, Juanma el cantante de aquella época, abandonaria la banda siendo sustituido por Aury, un vocalista que acompañaría a Mägo en esta gira para luego abandonar la banda.)

## Lista de canciones

### CD original 1994
| CD  |                                                    |          |  |
| N.º | Título                                             | Duración |  |
| 1.  | «T'Esnucaré contra'l Bidé»                         | 3:51     |  |
| 2.  | «El lago»                                          | 4:29     |  |
| 3.  | «Rock kaki rock»                                   | 3:14     |  |
| 4.  | «Gerdundula» (Instrumental, Cover de Status Quo)   | 1:53     |  |
| 5.  | «Lo que el viento se dejó»                         | 6:22     |  |
| 6.  | «Yankees go home»                                  | 4:50     |  |
| 7.  | «El hijo del blues»                                | 4:56     |  |
| 8.  | «Nena»                                             | 4:03     |  |
| 9.  | «Gimme some lovin'» (Cover de Spencer Davis Group) | 3:08     |  |
| 10. | «Mägo de Oz»                                       | 9:16     |  |

### Casete 1994
| Cara A |                            |          |  |
| N.º    | Título                     | Duración |  |
| 1.     | «T'Esnucare contra'l bidé» | 3:51     |  |
| 2.     | «El Lago»                  | 4:29     |  |
| 3.     | «Rock Kaki Rock»           | 3:14     |  |
| 4.     | «Gerdundula»               | 1:53     |  |
| 5.     | «Lo que el Viento se Dejó» | 6:22     |  |
| 6.     | «Yankees Go Home»          | 4:50     |  |

| Cara B |                     |          |  |
| N.º    | Título              | Duración |  |
| 1.     | «El Hijo del Blues» | 4:56     |  |
| 2.     | «Nena»              | 4:03     |  |
| 3.     | «Gimme some lovin'» | 3:08     |  |
| 4.     | «Mägo de Oz»        | 9:16     |  |

## Ediciones
1994: Edición original en CD con formato jewel case, publicado por Clavos Records
1994: Edición limitada en casete, publicado por Clavos Records
1999: Reedición en CD com formato jewel case, publicado por Locomotive Music
2019: Reedición en CD con formato jewel case, publicado por Warner Music Spain (Puesto: 67 )
2019: Edición Vinilo, publicado por Warner Music Spain

## Intérpretes
- Juanma: Voz
- Txus: Batería y voz en Lo que el viento se dejó y Yankees go Home
- Mohamed: Violín
- Carlitos: Guitarra solista
- Chema: Guitarra rítmica
- Salva: Bajo
- Tony Corral: Saxofón

### Colaboraciones
- Francisco J. Urchegui: Trompeta en "T' esnucaré contra'l bidé" y "Gimme some lovin"
- Manuel Villoria: Trombón en "T' esnucaré contra'l bidé" y "Gimme some lovin"
- Miguel Mengual: Saxo Alto en "T' esnucaré contra'l bidé" y "Gimme some lovin"
- Bob Sands: Saxo Tenor en "T' esnucaré contra'l bidé" y "Gimme some lovin"
- Javier Iturralde: Saxo Barítono en "T' esnucaré contra'l bidé"
- Josemi Redondo: Teclados y piano en "Rock kaki rock", "Lo que el viento se dejó" y "Mägo de Oz"
- Miguel: Armónica en "Yankees go home" y "Nena"
- Eva: Coros
- Pedro Gil: Coros
- Enrique Gil: Coros